# Hampton Lucy
Hampton Lucy è un villaggio e una parrocchia civile sul fiume Avon, 6,4 km a nord-est di Stratford-upon-Avon nel Warwickshire. Nel 2011 contava 566 abitanti.

## Hampton Lucy Grammar School
La Hampton Lucy Grammar School fu fondata e sussidiata dal Reverendo Richard Hill, curato di Hampton Lucy, durante gli undici anni di regno di Carlo I d'Inghilterra. Nel 1867 la scuola aveva due dipartimenti: quello superiore aveva alcuni allievi a residenziali che pagavano 8 sterline e 8 scellini l'anno. La scuola fu poi chiusa e sostituita dalla Hampton Lucy Grammar School Foundation, che è una fondazione caritativa che fornisce la formazione scolastica ai bambini e ai giovani residenti nelle parrocchie civili di Hampton Lucy, Charlecotte, Wasperton or Alveston.